# SC Idar-Oberstein
Sport Club Idar-Oberstein é uma agremiação esportiva alemã, fundada a 1 de janeiro de 1907, e sediada em Idar-Oberstein, na Renânia-Palatinado. O clube foi criado em 1971 a partir da fusão entre 1. FC Idar, criado a 1 de janeiro de 1907 como SC Idar Alemannia, e Idar Sportvereinigung, formado em 1908. O clube tem atualmente departamentos de futebol, atletismo e ginástica das mulheres, assim como o futebol e o desporto de lazer.

## História
O primeiro clube de futebol organizado na região de Nahe, 1. Idar FC, teve um moderado sucesso como amador nos anos que antecederam e se seguiram à Segunda Guerra Mundial, jogando no nível mais da liga amadora regional, através dos anos 1920 e no início dos anos 1930, a Kreisliga Saar, mais tarde, a Bezirksliga Rhein-Saar, e depois, por uma temporada, a Gauliga Mittelrhein. 
Em 1938, um trio de jogadores veio do Hannover 96 e ajudou o clube a ganhar o campeonato nacional. Depois da guerra, o time juntou-se à segunda Oberliga Südwest (II), na qual competiu até brevemente ser rebaixado em 1954. O SpVgg Idar permaneceu como clube local de menor nível durante esse tempo.
Apesar da fusão de 1971, o recém-formado clube não fez nada de relevante pelo resto da década e tampouco no final dos anos 1980. Contudo, um esforço por parte de um grupo de ex-jogadores revitalizou a agremiação e uma série de acessos levou o Idar a galgar sucessivamente à Nahe Bezirksliga (VII), Landesliga Südwest-Oeste (VI), Südwest Verbandsliga (V), e Südwest Oberliga (IV). A equipe ainda conquistou a SWFV-Pokal (Copa do Sudoeste), em 1998. 
Em 1999, fez a sua primeira aparição na DFB-Pokal, a Copa da Alemanha. O time ainda melhorou a sua brilhante trajetória ao chegar à terceira divisão, a Regionalliga West/Südwest naquele ano, mas foi rapidamente rebaixado. Desde então, o Idar jogou como uma equipe de quarto ou quinto nível e atuou por algum tempo na Südwest Oberliga (IV), na qual foi quinto colocado na temporada 2008-2009. Na temporada sucessiva, ficou na quarta colocação. Já em 2010-2011, o clube foi campeão da Oberliga Südwest (V) e voltou à disputa da Regionalliga West (IV).

## Títulos
- Bezirksliga Nahe (VII) Campeão: 1992;
- Landesliga SW-West (VI) Campeão: 1994;
- Verbandsliga Südwest (V) Campeão: 1995, 2007;
- Oberliga Südwest (IV) Campeão: 1999;
- South West Cup Vencedor: 1998;
- Vice-campeão da Oberliga: 1997;

## Cronologia recente
| Temporada | Divisão                         | Posição |
| 1999–2000 | Regionalliga West/Südwest (III) | 18ª ↓   |
| 2000–01   | Oberliga Südwest (IV)           | 14ª     |
| 2001–02   | Oberliga Südwest                | 4ª      |
| 2002–03   | Oberliga Südwest                | 4ª      |
| 2003–04   | Oberliga Südwest                | 15ª     |
| 2004–05   | Oberliga Südwest                | 17ª ↓   |
| 2005–06   | Verbandsliga Südwest (V)        | 2ª      |
| 2006–07   | Verbandsliga Südwest            | 1ª ↑    |
| 2007–08   | Oberliga Südwest (IV)           | 11ª     |
| 2008–09   | Oberliga Südwest (V)            | 5ª      |
| 2009–10   | Oberliga Südwest                | 4ª      |
| 2010–11   | Oberliga Südwest                | 1ª ↑    |
| 2011–12   | Regionalliga West               | 16ª     |